# Screen Actors Guild Awards 2002
L'ottava cerimonia del Premio SAG si è svolta il 9 marzo 2002.

## Cinema

### Migliore attore protagonista
- Russell Crowe – A Beautiful Mind
- Kevin Kline – L'ultimo sogno (Life as a House)
- Sean Penn – Mi chiamo Sam (I Am Sam)
- Denzel Washington – Training Day
- Tom Wilkinson – In the Bedroom

### Migliore attrice protagonista
- Halle Berry – Monster's Ball - L'ombra della vita (Monster's Ball)
- Jennifer Connelly – A Beautiful Mind
- Judi Dench – Iris - Un amore vero (Iris)
- Sissy Spacek – In the Bedroom
- Renée Zellweger – Il diario di Bridget Jones (Bridget Jones's Diary)

### Migliore attore non protagonista
- Ian McKellen – Il Signore degli Anelli - La Compagnia dell'Anello (The Lord of the Rings: The Fellowship of the Ring)
- Jim Broadbent – Iris - Un amore vero
- Hayden Christensen – L'ultimo sogno
- Ethan Hawke – Training Day
- Ben Kingsley – Sexy Beast - L'ultimo colpo della bestia (Sexy Beast)

### Migliore attrice non protagonista
- Helen Mirren – Gosford Park
- Cate Blanchett – Bandits
- Judi Dench – The Shipping News - Ombre dal profondo (The Shipping News)
- Cameron Diaz – Vanilla Sky
- Dakota Fanning – Mi chiamo Sam

### Miglior cast
- Gosford Park
Eileen Atkins, Bob Balaban, Alan Bates, Charles Dance Raymond, Stephen Fry, Michael Gambon, Richard E. Grant, Tom Hollander, Derek Jacobi, Kelly MacDonald, Helen Mirren, Jeremy Northam, Clive Owen, Ryan Phillippe, Kristin Scott Thomas, Maggie Smith, Geraldine Somerville, Sophie Thompson, Emily Watson, James Wilby
- A Beautiful Mind
Paul Bettany, Jennifer Connelly, Russell Crowe, Adam Goldberg, Ed Harris, Judd Hirsch, Josh Lucas, Austin Pendleton, Christopher Plummer, Anthony Rapp, Jason Gray-Stanford
- In the Bedroom
William Mapother, Sissy Spacek, Nick Stahl, Marisa Tomei, Celia Weston, Tom Wilkinson, William Wise
- Moulin Rouge!
Jim Broadbent, Nicole Kidman, John Leguizamo, Ewan McGregor, Richard Roxburgh
- Il Signore degli Anelli - La Compagnia dell'Anello
Sean Astin, Sean Bean, Cate Blanchett, Orlando Bloom, Billy Boyd, Ian Holm, Christopher Lee, Ian McKellen, Dominic Monaghan, Viggo Mortensen, John Rhys-Davies, Andy Serkis, Liv Tyler, Hugo Weaving, Elijah Wood

## Televisione

### Migliore attore in un film televisivo o miniserie
- Ben Kingsley – La storia di Anna Frank (Anne Frank: The Whole Story)
- Alan Alda – Club Land
- Richard Dreyfuss – Il giorno dell'attentato a Reagan (The Day Reagan Was Shot)
- James Franco – James Dean - La storia vera (James Dean)
- Gregory Hines – Bojangles

### Migliore attrice in un film televisivo o miniserie
- Judy Davis – Judy Garland
- Angela Bassett – La svolta di Ruby (Ruby's Bucket of Blood)
- Anjelica Huston – Le nebbie di Avalon (The Mists of Avalon)
- Sissy Spacek – Crimine d'amore (Midwives)
- Emma Thompson – La forza della mente (Wit)

### Migliore attore in una serie drammatica
- Martin Sheen – West Wing - Tutti gli uomini del Presidente (The West Wing)
- Richard Dreyfuss – The Education of Max Bickford
- Dennis Franz – NYPD - New York Police Department
- James Gandolfini – I Soprano (The Sopranos)
- Peter Krause – Six Feet Under

### Migliore attrice in una serie drammatica
- Allison Janney – West Wing - Tutti gli uomini del Presidente
- Lorraine Bracco – I Soprano
- Stockard Channing – West Wing - Tutti gli uomini del Presidente
- Tyne Daly – Giudice Amy (Judging Amy)
- Edie Falco – I Soprano
- Lauren Graham – Una mamma per amica (Gilmore Girls)

### Migliore attore in una serie commedia
- Sean Hayes – Will & Grace
- Peter Boyle – Tutti amano Raymond (Everybody Loves Raymond)
- Kelsey Grammer – Frasier
- David Hyde Pierce – Frasier
- Ray Romano – Tutti amano Raymond

### Migliore attrice in una serie commedia
- Megan Mullally – Will & Grace
- Jennifer Aniston – Friends
- Kim Cattrall – Sex and the City
- Patricia Heaton – Tutti amano Raymond
- Sarah Jessica Parker – Sex and the City

### Migliore cast in una serie drammatica
- West Wing - Tutti gli uomini del Presidente
Stockard Channing, Dulé Hill, Allison Janney, Rob Lowe, Janel Moloney, Richard Schiff, Martin Sheen, John Spencer, Bradley Whitford
- CSI: Crime Scene Investigation
Gary Dourdan, George Eads, Jorja Fox, Paul Guilfoyle, Robert David Hall, Marg Helgenberger, William Petersen, Eric Szmanda
- Law & Order
Angie Harmon, Jesse L. Martin, S. Epatha Merkerson, Jerry Orbach, Elisabeth Röhm, Sam Waterston, Dianne Wiest
- Six Feet Under
Lauren Ambrose, Frances Conroy, Rachel Griffiths, Michael C. Hall, Peter Krause, Freddy Rodríguez, Mathew St. Patrick
- I Soprano
Lorraine Bracco, Federico Castelluccio, Dominic Chianese, Drea de Matteo, Edie Falco, James Gandolfini, Robert Iler, Michael Imperioli, Joe Pantoliano, Steve Schirripa, Jamie Lynn Sigler, Tony Sirico, Aida Turturro, Steven Van Zandt, John Ventimiglia

### Migliore cast in una serie commedia
- Sex and the City
Kim Cattrall, Kristin Davis, Cynthia Nixon, Sarah Jessica Parker
- Frasier
Peri Gilpin, Kelsey Grammer, David Hyde Pierce, Jane Leeves, John Mahoney
- Friends
Jennifer Aniston, Courteney Cox, Lisa Kudrow, Matt Le Blanc, Matthew Perry, David Schwimmer
- Tutti amano Raymond
Peter Boyle, Brad Garrett, Patricia Heaton, Doris Roberts, Ray Romano, Madylin Sweeten
- Will & Grace
Sean Hayes, Eric McCormack, Debra Messing, Shelley Morrison, Megan Mullally

## SAG Annual Life Achievement Award
- Ed Asner